# Watch the Throne
Watch the Throne är ett studioalbum av hiphopartisterna Jay-Z och Kanye West, utgivet den 8 augusti 2011 av Roc-A-Fella Records, Roc Nation och Def Jam Recordings.

## Låtlista
1. "No Church in the Wild" (feat. Frank Ocean)
2. "Lift Off" (feat. Beyoncé)
3. "Niggas in Paris"
4. "Otis" (feat. Otis Redding)
5. "Gotta Have It"
6. "New Day"
7. "That’s My Bitch"
8. "Welcome to the Jungle"
9. "Who Gon Stop Me"
10. "Murder to Excellence"
11. "Made in America" (feat. Frank Ocean)
12. "Why I Love You" (featuring Mr Hudson)
13. "Illest Motherfucker Alive"
14. "H•A•M"
15. "Primetime"
16. "The Joy" (feat. Curtis Mayfield)